# Контиляно
Контиля̀но (на италиански: Contigliano) е малко градче и община в Централна Италия, провинция Риети, регион Лацио. Разположено е на 488 m надморска височина. Населението на общината е 3676 души (към 2010 г.).